# Lyngseidet
Lyngseidet este o localitate din comuna Lyngen, provincia Troms, Norvegia, cu o suprafață de 0,84 km² și o populație de 815 locuitori (2013).